# Passage Walter-Benjamin (Strasbourg)
Ne doit pas être confondu avec plusieurs œuvres de et sur Walter Benjamin avec un titre analogue, ni avec le passage Walter-Benjamin situé à Paris.
Le passage Walter-Benjamin (en alsacien : Scheligemer Gass) est une rue de Strasbourg, rattachée administrativement au quartier Centre, qui s'ouvre entre le no 12 (Maison Mogg) et le no 13 de la place Broglie et rejoint la rue de la Fonderie à angle droit, après avoir absorbé l'ancienne impasse de la Fonderie par laquelle se faisait la sortie des voitures garées au parking-silo.

## Histoire et toponymie
La voie doit sa première dénomination aux chevaliers de Seiltensheim (Schiltigheim), auxquels le Magistrat la vendit en 1258 et dont la lignée semble s'être éteinte au XVe siècle. Jusqu'en 1797, ce n'était qu'une impasse.

En 1894, Adolphe Seyboth la décrit comme une « ruelle, mal famée seulement depuis le milieu de ce siècle ». Auparavant elle était peuplée également de maçons et de charpentiers dont la présence s'explique par la proximité des anciens ateliers de maçonnerie (Mauerhof) et de charpente (Zimmerhof) de la ville.
Elle porte ainsi successivement différents noms, en allemand ou en français : Vicus dictus de Schiltincheim (1303), Schiltigheimgasse (1398, 1470, 1587), Schiltdsgasse (1580), petite rue du Prévôt (1765), rue de la Luzerne (1794), impasse de Schiltigheim (1797), petite rue de l'Écusson (1801), rue de Schiltigheim (1817, 1918, 1945), Schiltigheimergasse (1872, 1940) et passage Walter-Benjamin (1994).

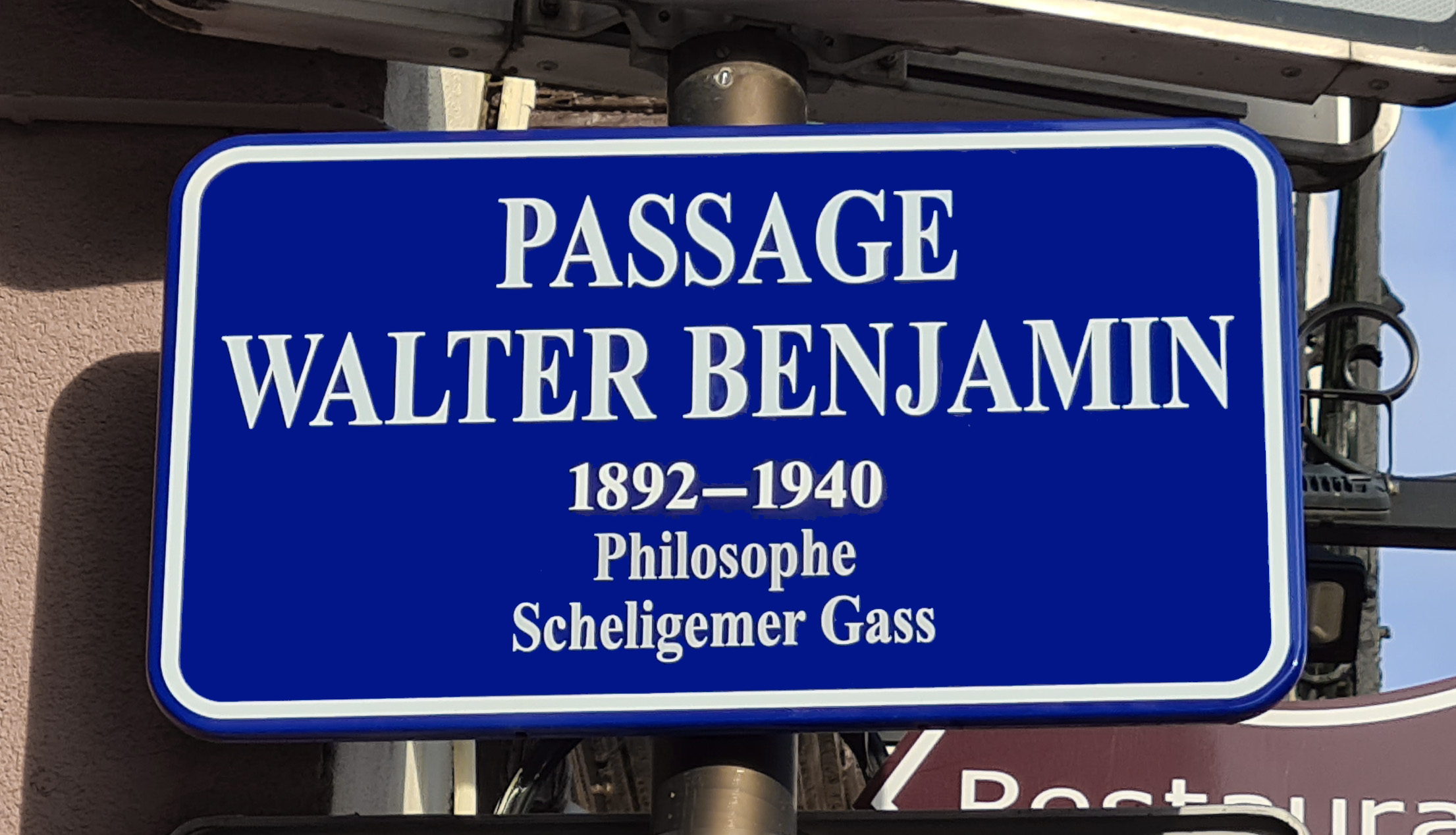
Plaque bilingue, en français et en alsacien.

Attribué en 1994, son nom actuel rend hommage au philosophe, écrivain, critique littéraire et traducteur allemand Walter Benjamin, dont l'œuvre posthume, Le Livre des passages (en allemand : Passagenwerk), constitue une allégorie de la modernité, emblématisée par les passages dans les grandes villes.
1994 est en effet une année d'hommages à Walter Benjamin, sous la forme de plusieurs publications, d'une exposition au Centre Pompidou et surtout de l'inauguration d'un monument intitulé Passages à Port-Bou, la ville où le philosophe se suicida en 1940, après que son passage clandestin en Espagne eût échoué.
Des plaques de rues bilingues, à la fois en français et en alsacien, ont été mises en place par la municipalité à partir de 1995. C'est le cas de la Scheligemer Gass.

## Bâtiments

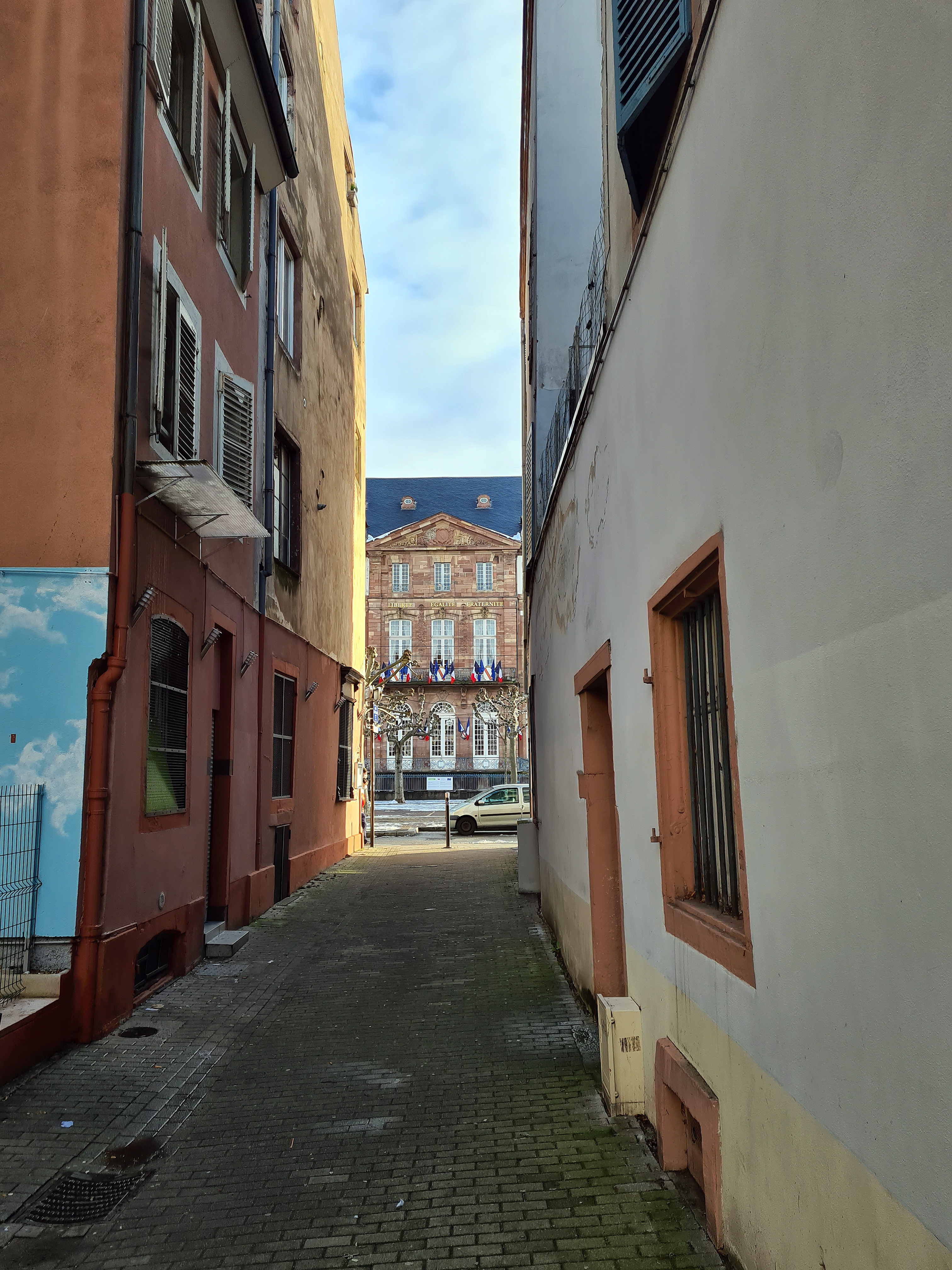
Face à l'hôtel de Hanau (1).
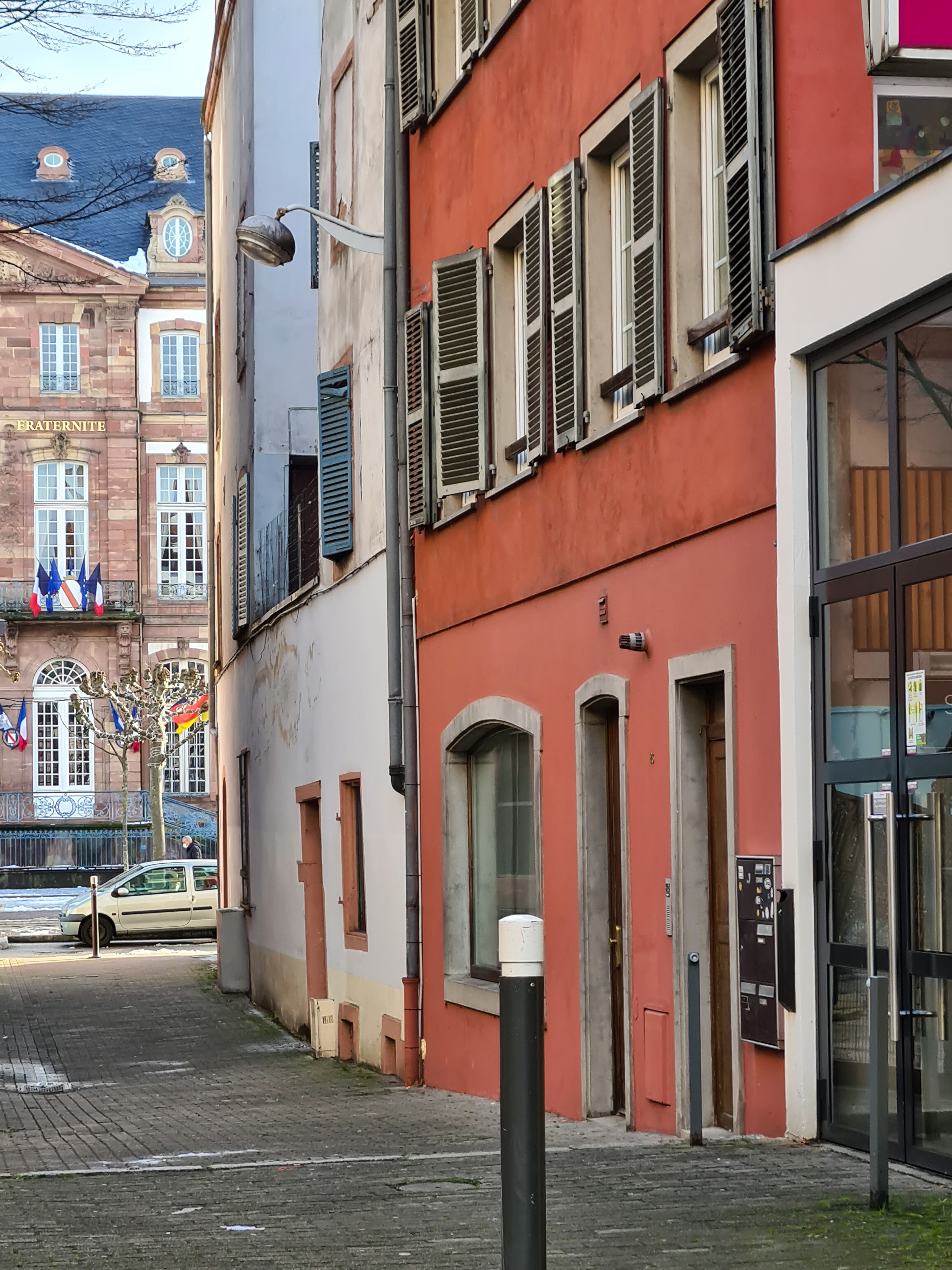
Face à l'hôtel de Hanau (2).
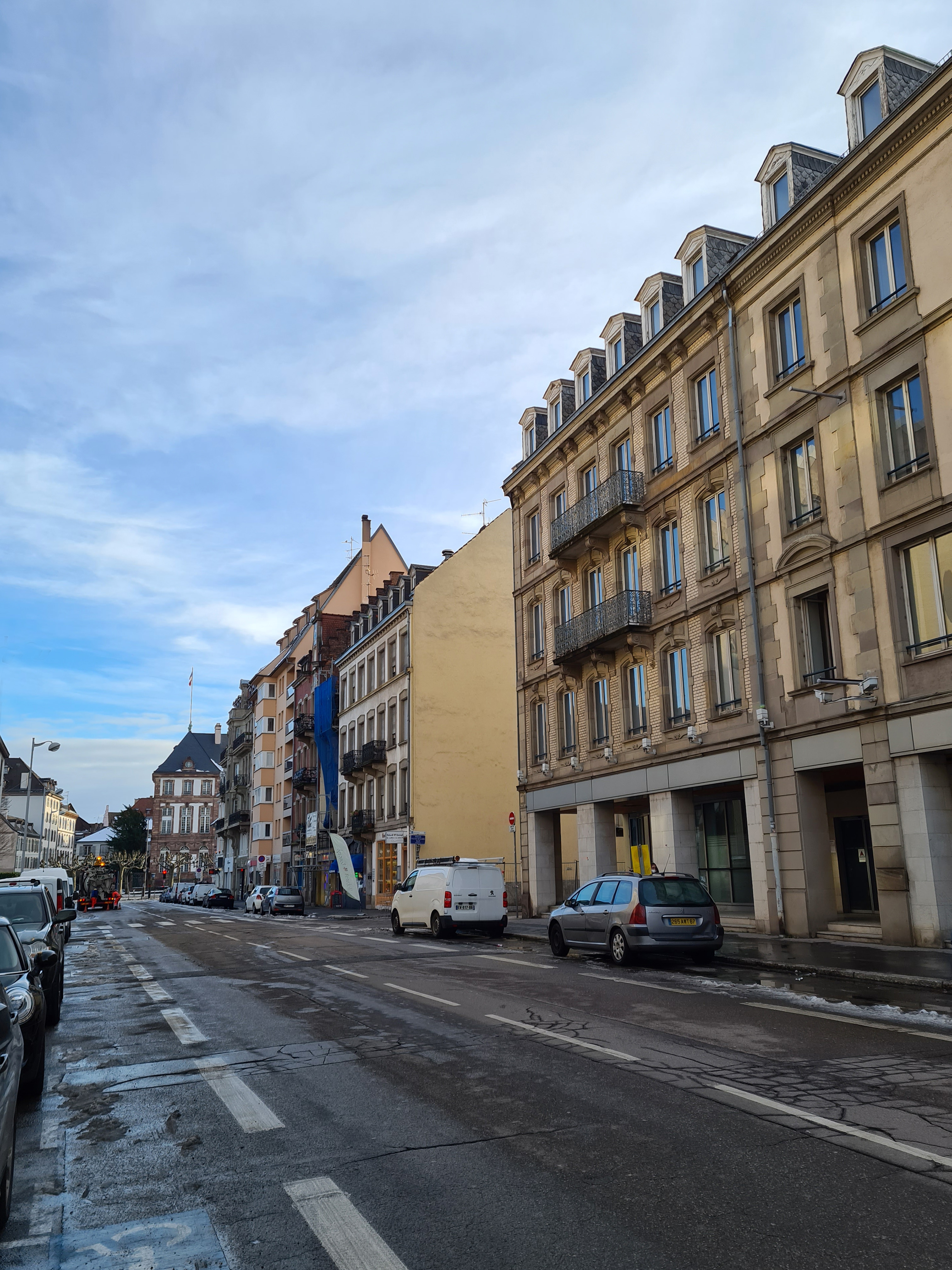
Débouché rue de la Fonderie.
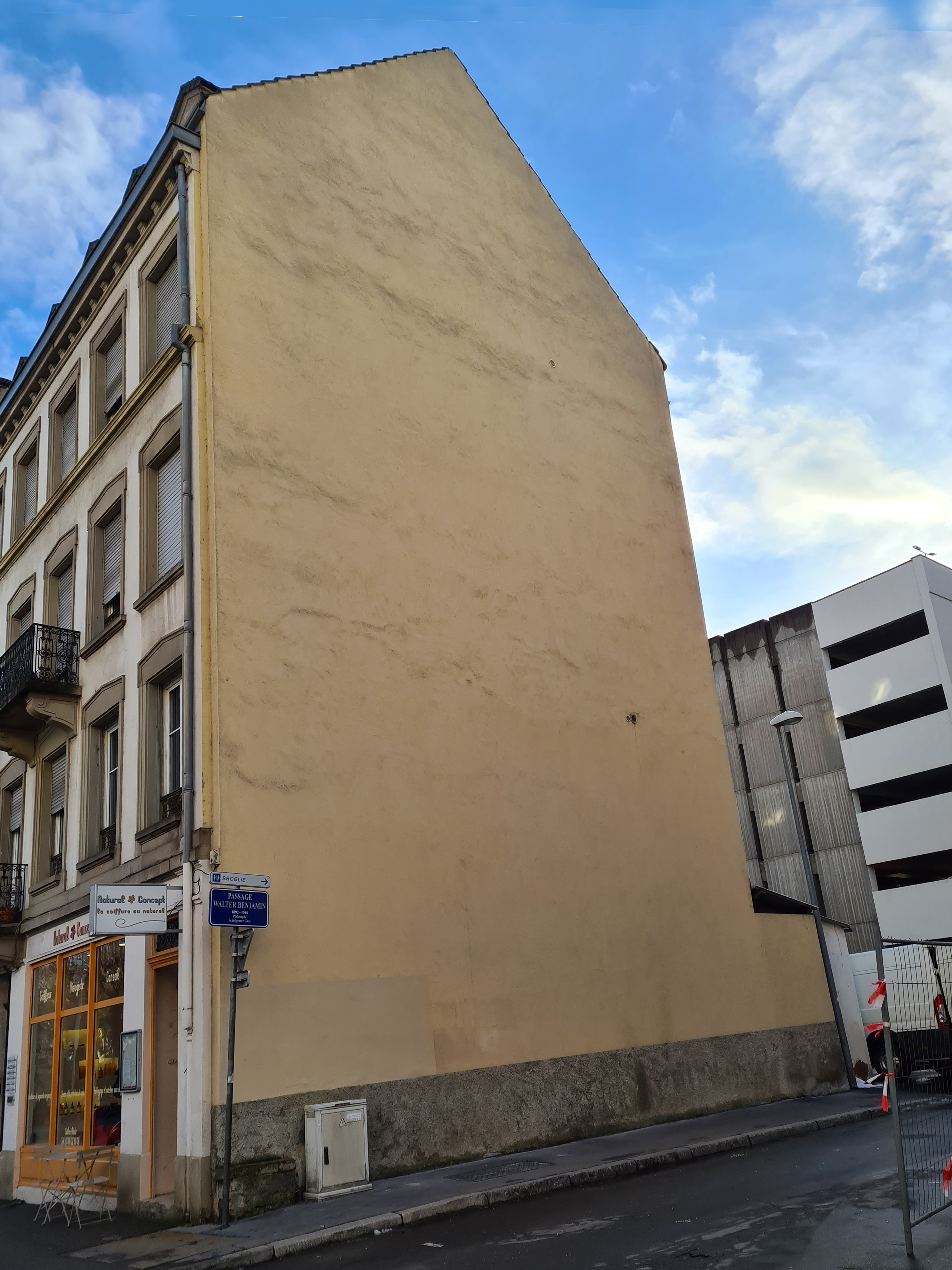
Immeuble d'angle.